# Monte Belo do Sul
Monte Belo do Sul egy község (município) Brazíliában, Rio Grande do Sul államban, a Gaúcho-hegység (Serra Gaúcha) vidékén. 2020-ban becsült népessége 2530 fő volt.

## Története
Az állam északkeleti részét, a Gaúcho-hegység felföldjét a 19. század második felében kezdték benépesíteni az Európából érkező telepesek. 1870-ben olasz bevándorlók egy hegyi tisztáson megalapították Colônia Dona Isabelt (a mai Bento Gonçalves elődjét), melynek részeként 1877-ben 416 olasz család létrehozta Linha Zamith települését, amelyet valószínűleg egy kapucinus szerzetesről neveztek el. Linha Zamith alapítói Udine, Mantova, Cremona, Velence, Vicenza, Treviso, Bergamo, Modena, Belluno városaiból érkeztek. 1898-ban nevét Montebellora változtatta, mely később Monte Belo-ra portugálosodott. 1992-ben Monte Belo do Sul néven függetlenedett Bento Gonçalves községétől.

## Leírása
618 méter magasan helyezkedik el. A Vale dos Vinhedos borrégió területén fekszik; jelentős bortermesztése, a termelés 80%-át a mezőgazdaság (túlnyomó részben a szőlőtermesztés, borászat) teszi ki. Olasz kulturális identitását ma is őrzi. A település látványosságai közé tartozik a Padre José Ferlin téren álló, 1965-ben felavatott, 65 méter magas Assisi Szent Ferenc katolikus templom. 